# Raimundo Fagner
Raimundo Fagner, nome d'arte di Raimundo Fagner Cândido Lopes (Orós, 13 ottobre 1949), è un cantante, musicista, attore e produttore discografico brasiliano.
Egli è anche noto semplicemente come Fagner.

## Biografia
Di padre libanese e mamma brasiliana, Raimundo Fagner è l'ultimo di cinque fratelli. All'età di 5 anni ha vinto un concorso musicale radiofonico. Dopo aver militato in vari gruppi, ha intrapreso una fortunata carriera da solista, segnata dalla vittoria, nel 1968, al Festival de Música Popular do Ceará, cui hanno fatto seguito, a partire dal 1973, più di 30 album, alcuni dei quali sono stati certificati dischi d'oro. I suoi pezzi più celebri sono Deslizes, Pensamento, Noturno, Canteiros, Revelaçao (tema musicale delle scene erotiche nel film cult Nos embalos de Ipanema). Come artista si colloca nell'ambito della MPB (Musica Popolare Brasiliana) e del brega. Ha scoperto la cantante Amelinha, di cui è anche stato produttore discografico, e collaborato con tanti altri nomi della musica brasiliana come Elis Regina, Ney Matogrosso, Zé Ramalho, Fabio Jr., Falcão.

## Curiosità
- Nel gennaio 2002, Fagner ha disputato una partita benefica di calcio nella squadra del Fortaleza, opposta al Maranguape. Il cantante è rimasto in campo per 15 minuti, senza realizzare alcun gol; l'incontro è poi finito col risultato di 3-0 per il Fortaleza.

## Discografia
- 1973 - Manera Fru Fru, Manera
- 1975 - Ave Noturna
- 1975 - Fagner E Ney Matogrosso
- 1976 - Raimundo Fagner

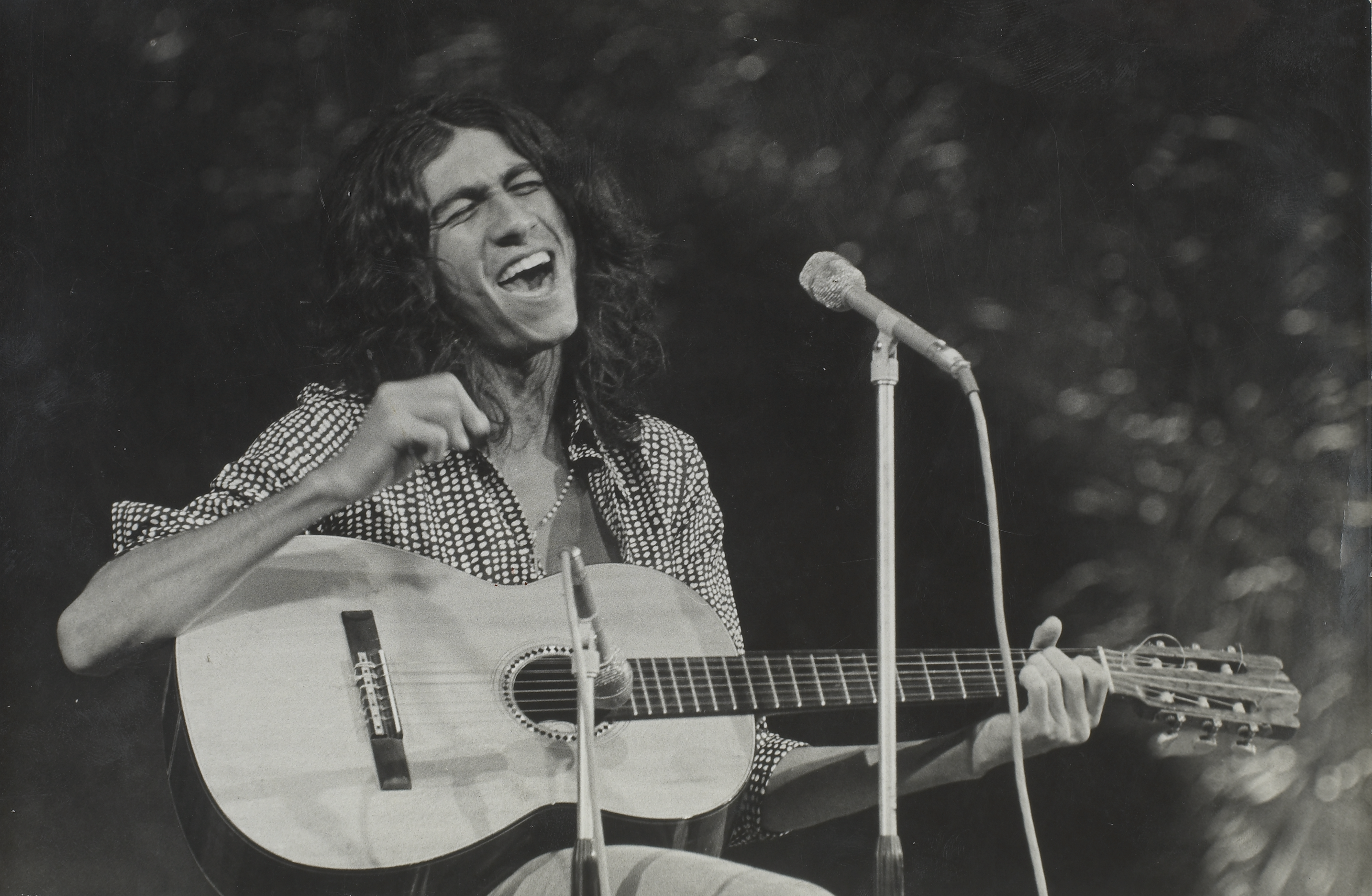
Fagner nel 1973.

- 1977 - Orós (featuring Hermeto Pascoal)
- 1978 - Eu Canto - Quem Viver Chorará
- 1979 - Beleza
- 1980 - Eternas Ondas
- 1981 - Traduzir-se
- 1982 - Sorriso Novo - Qualquer Música
- 1983 - Palavra de Amor
- 1984 - A Mesma Pessoa - Cartaz
- 1985 - Fagner - Semente
- 1986 - Fagner - Lua do Leblon
- 1987 - Romance no Deserto
- 1989 - O Quinze
- 1991 - Pedras que Cantam
- 1993 - Demais
- 1994 - Caboclo Sonhador
- 1995 - Retrato
- 1996 - Raimundo Fagner - Pecado Verde
- 1997 - Terral
- 2001 - Fagner
- 2004 - Donos do Brasil
- 2007 - Fortaleza
- 2009 - Uma Canção no Rádio
- 2014 - Passaros Urbanos
- 2014 - Fagner & Zé Ramalho Ao Vivo